# Клас мінералів
Клас мінералів (рос. класс минералов, англ. class of minerals, нім. Klasse f von Mineralien pl) — систематична одиниця в мінералогії, яка виділяється в межах типів за провідним електронегативним елементом або радикалом у складі мінералів, а в окремих випадках — за типом сполук.
Весь мінеральний світ поділяється на 20 класів:
- 1) прості речовини;
- 2) карбіди, силіциди, нітриди і фосфіди;
- 3) арсеніди, антимоніди і бісмутиди;
- 4) телуриди;
- 5) сульфіди і селеніди;
- 6) оксиди;
- 7) гідроокиси і гідрати;
- 8) силікати;
- 9) борати;
- 10) фосфати, берилофосфати і арсенати;
- 11) ванадати;
- 12) вольфрамати і молібдати;
- 13) телурати і хромати;
- 14) карбонати;
- 15) сульфати;
- 16) йодати;
- 17) нітрати;
- 18) хлориди, броміди і йодиди;
- 19) флуориди;
- 20) органічні сполуки.